# 黑暗收穫突擊隊
蘇格蘭公民軍黑暗收穫突擊隊（英語：Dark Harvest Commando of the Scottish Citizen Army）是一個激進組織。1981年，該組織要求英國政府對二戰期間曾用於炭疽武器試驗的格魯伊納島進行殺菌處理，並將可能含有炭疽的土壤撒到大陸上。
該組織自稱為「黑暗收穫突擊隊」，聲稱包括蘇格蘭「兩所大學的微生物學家團隊」。該組織在給《格拉斯哥先驅報》的一封信中說，他們在當地人的幫助下登陸該島，並移走140公斤被炭疽孢子污染的土壤，準備放置在英國各地。
該組織在威爾特郡波頓唐的防化設施外放置了一箱泥土。五天後，第二個裝有泥土的容器被放置在黑潭，這是一個度假勝地，當時保守黨正在這裡召開由柴契爾夫人主持的會議。第一個容器被發現含有炭疽桿菌，而第二個容器則未受污染，但與島上的土壤類型相同。年底，該組織在愛丁堡蘇格蘭事務部的門上貼了一張告示，宣布不再採取進一步行動。格魯伊納島最終於1986年被淨化。
在伊恩·藍欽的小說《不可能的死亡》（The Impossible Dead）中，作者除了利用威利·麥克雷的神秘死亡來展開情節外，還提到黑暗收穫突擊隊從格魯伊納島清除污染土壤以及英國政府從地圖上刪除該島的秘密事件。

## 延伸閱讀
- Story of SNLA （页面存档备份，存于）. Animal Liberation Front